# 31 Puppis
31 Puppis (x Puppis) é uma estrela na direção da Puppis. Possui uma ascensão reta de 06h 47m 21.41s e uma declinação de −37° 55′ 46.8″. Sua magnitude aparente é igual a 5.27. Considerando sua distância de 331 anos-luz em relação à Terra, sua magnitude absoluta é igual a 0.24. Pertence à classe espectral B8/B9V.